# Случай на фестивале
«Случай на фестивале» — советский музыкальный фильм 1976 года киностудии «Молдова-фильм» режиссёра Ролана Виеру.

## Сюжет
Музыкальная история любви на фоне фольклорного фестиваля в Кишинёве куда приезжают танцевальные ансамбли «Рачиница» и «Порумбица», из-за ошибки и травмы партнёры их солистов Ангела Станчева и Виорики Морару не приезжают на фестиваль, и теперь соперники вынуждены выступать в паре.
В ролях обоих ансамблей в фильме выступает ансамбль «Жок», вокал — Надежда Чепрага.

## В ролях
- Виктор Соцки-Войническу — Ангел Станчев, солист «Рачиницы»
- Светлана Тома — Виорика Морару, солистка «Порумбицы»
- Людмила Гарница — Лина
- Ион Аракелу — Петко Петков из Габрово
- Мария Сагайдак — Илиева, руководитель ансамбля болгарского народного танца
- Всеволод Гаврилов — Андрей Степанович Опря, руководитель молдавского танцевального ансамбля
- Мирче Соцки-Войническу — Павел Кирошка
- Ирина Терещенко — Галя
- Никита Третьяков — Николай
- Василе Зубку-Кодряну — танцор
- Павел Андрейченко — ремонтник
- Владимир Пинчук — редактор
- Владимир Шелестов — эпизод
- Любомир Йорга — эпизод
- Михаил Салес — эпизод
- Антонина Бушкова — эпизод
- Юлия Мамешина — эпизод